# Exeter (Misuri)
Exeter es una ciudad ubicada en el condado de Barry en el estado estadounidense de Misuri. En el Censo de 2010 tenía una población de 772 habitantes y una densidad poblacional de 376,35 personas por km².

## Geografía
Exeter se encuentra ubicada en las coordenadas 36°40′15″N 93°56′24″O / 36.67083, -93.94000. Según la Oficina del Censo de los Estados Unidos, Exeter tiene una superficie total de 2.05 km², de la cual 2.05 km² corresponden a tierra firme y (0.25%) 0.01 km² es agua.

## Demografía
Según el censo de 2010, había 772 personas residiendo en Exeter. La densidad de población era de 376,35 hab./km². De los 772 habitantes, Exeter estaba compuesto por el 94.69% blancos, el 0.39% eran afroamericanos, el 0.39% eran amerindios, el 0.52% eran asiáticos, el 0% eran isleños del Pacífico, el 1.68% eran de otras razas y el 2.33% pertenecían a dos o más razas. Del total de la población el 5.05% eran hispanos o latinos de cualquier raza.